# Henry Cavill
Henry Cavill est un acteur britannique, né le 5 mai 1983 à Saint-Hélier (Jersey).
Il est principalement connu pour son rôle de Charles Brandon dans Les Tudors puis de Superman dans cinq films de l'univers cinématographique DC : Man of Steel (2013), Batman v Superman : L'Aube de la justice (2016), Justice League (2017), Zack Snyder's Justice League (2021) et Black Adam (2022), dont trois réalisés par Zack Snyder. Il incarne aussi Sherlock Holmes dans les films Netflix, Enola Holmes et Enola Holmes 2, respectivement sortis en 2020 et 2022. De 2019 à 2023, il est l'interprète de Geralt de Riv, personnage principal de la série The Witcher, diffusée sur Netflix.

## Biographie

### Jeunesse et formation
Originaire de Jersey, dans les îles anglo-normandes, Henry William Dalgliesh Cavill y a grandi avec ses deux parents ; Marianne Dalgliesh, secrétaire dans une banque, d'origine irlandaise, écossaise et anglaise, et Colin Cavill, agent de change, originaire de Chester, ainsi qu'avec ses quatre frères ; Piers Cavill, Niki Richard Cavill (né en 1975), Simon Cavill (né en 1979) et Charlie Cavill (né en 1988). Il est issu d'une famille catholique romaine. Il étudie à la St. Michael’s Preparatory School (en) de Saint-Sauveur avant d'intégrer l'internat de la Stowe School (en) de Buckingham, où il fait ses premières gammes en tant qu'acteur et souffre des moqueries de ses camarades à cause de son embonpoint ; ces derniers le surnommant "Fat Cavill".
En 2000, à l'âge de 16 ans, alors qu'il jouait au rugby, l'adolescent rencontre Russell Crowe qui tourne à ce moment-là son nouveau film L'Échange. L'acteur lui donne des conseils, puis lui enverra quelques jours plus tard un présent. Quelques années plus tard, ils tournent ensemble dans Man of Steel.
Il joue dans de nombreuses pièces et comédies musicales dont Le Songe d'une nuit d'été, Grease et 40 Minutes.

### Carrière

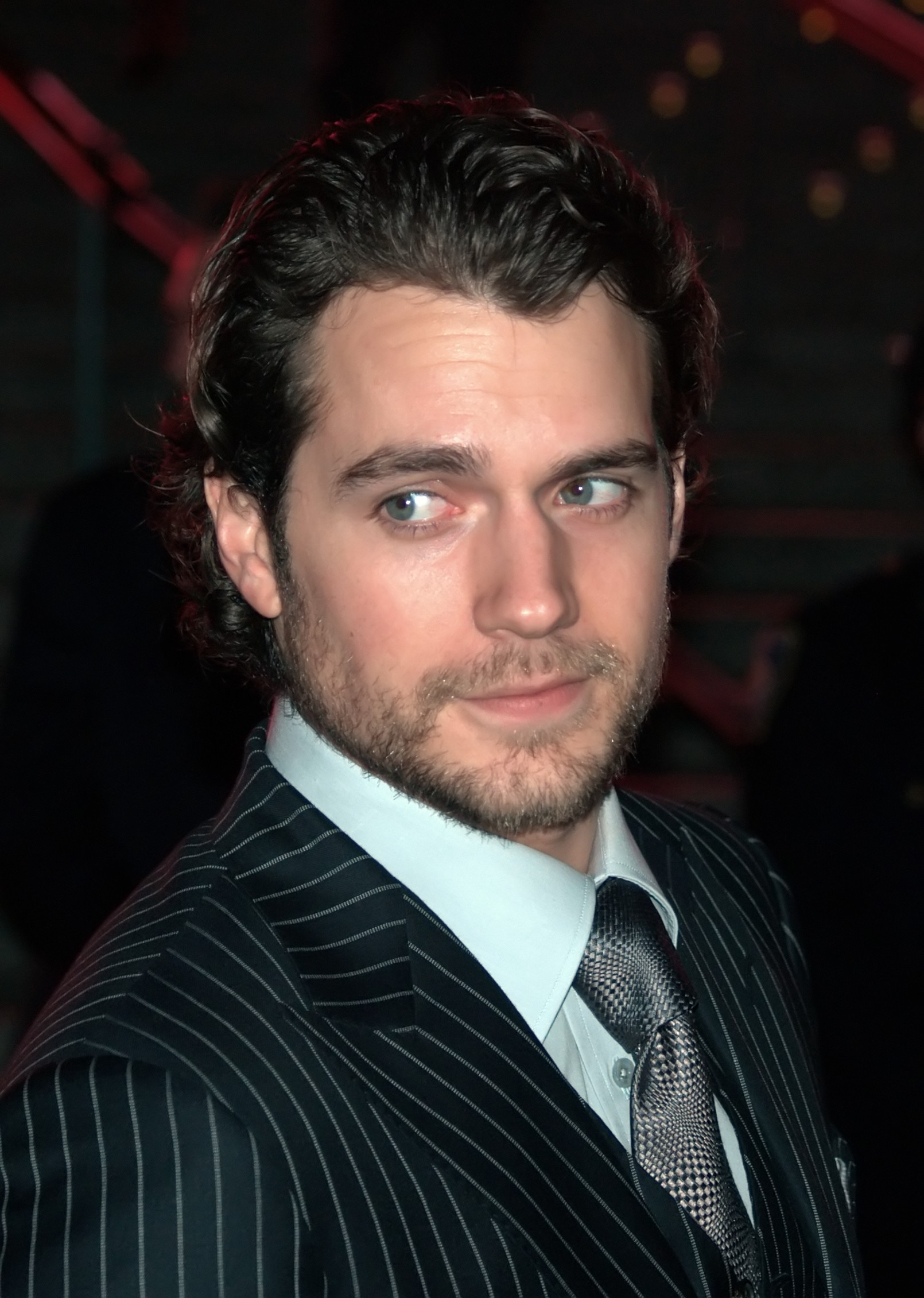
Henry Cavill au festival du film de Tribeca en 2009.

En 2001, à 18 ans, Henry Cavill fait ses débuts professionnels dans Laguna. À cette occasion, il côtoie des acteurs d'expérience comme Joe Mantegna ou encore Emmanuelle Seigner. Le tournage de ce film reste pour lui un très bon souvenir car il y tenait le rôle principal, ce qui lui permit de développer une forte complicité avec Dennis Berry, le réalisateur. Mais c'est sa participation à La Vengeance de Monte-Cristo (2002), qui lui permet de se révéler au grand public. Il décroche le rôle du jeune Albert Mondego, fils du Comte, alors qu'il est encore étudiant à la Stowe School, rôle pour lequel il perd dix kilos.
Avant cette entrée télévisuelle, il auditionne pour trois des rôles les plus convoités du début des années 2000 : Bruce Wayne/Batman (Batman Begins), Clark Kent/Superman (Superman Returns) et James Bond (Casino Royale). L'histoire retient qu'il échoue à chaque fois d'un cheveu, ce qui lui vaut d'être nommé par le magazine britannique Empire « homme le plus malchanceux de Hollywood ». Pour incarner le héros de Gotham City, les producteurs lui préférèrent Christian Bale. Brandon Routh décroche le rôle de l'homme d'acier à ses dépens. Il échoua également dans l'obtention d'un rôle important dans un épisode de la série Harry Potter.
En 2005, il fait partie des trois derniers prétendants (les deux autres étant Daniel Craig et Sam Worthington) pour endosser le célèbre smoking de l'agent 007. Martin Campbell, le réalisateur de Casino Royale, a une préférence pour Cavill. Cependant, les producteurs le trouvent beaucoup trop jeune pour le rôle. Celui-ci revient finalement à Daniel Craig,.
En 2006, il apparaît ensuite dans quelques productions hollywoodiennes : la romance Tristan et Yseult et le familial Red Riding Hood, puis le blockbuster fantastique Stardust, le mystère de l'étoile (2007 au cinéma) mis en scène par l'anglais Matthew Vaughn. Cette même année, il parvient à lancer vraiment sa carrière grâce à son incarnation de Charles Brandon, duc de Suffolk, dans la série télévisée historique de Showtime, Les Tudors.
En 2010, lorsque Les Tudors s'arrête au bout de quatre saisons, il retente de percer au cinéma.
En 2011, il tient le rôle principal de deux films mineurs : le blockbuster fantastique Les Immortels aux côtés de Mickey Rourke, puis le thriller d'action Sans Issue, cette fois en héros, entouré de Bruce Willis et Sigourney Weaver.

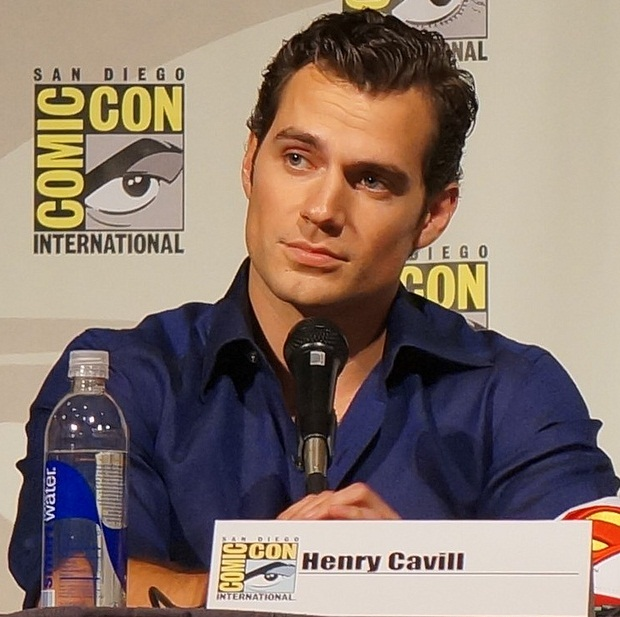
Henry Cavill lors des San Diego Comic-Con en juillet 2013.

En 2013, il parvient enfin à s'imposer en prêtant ses traits à Clark Kent / Superman dans Man of Steel, réalisé par Zack Snyder et produit par Christopher Nolan. Il obtient ainsi un rôle pour lequel il avait été recalé au début des années 2000 en vue du projet Flyby de J. J. Abrams. Malgré des critiques mitigées, le box-office est convaincant, et le film marque bien l'ouverture de l'Univers Cinématographique DC (DCU).
En 2016, l'acteur reprend son rôle dans Batman v Superman : L'Aube de la Justice, qui marque sa rencontre avec le chevalier noir, désormais interprété par Ben Affleck. Entre-temps, il a été à l'affiche du film d'espionnage Agents très spéciaux : Code UNCLE (The Man from U.N.C.L.E.), de Guy Ritchie, adaptation cinématographique de la série télévisée Des agents très spéciaux diffusée entre le 22 septembre 1964 et le 15 janvier 1968 sur le réseau NBC. Le film déçoit commercialement.

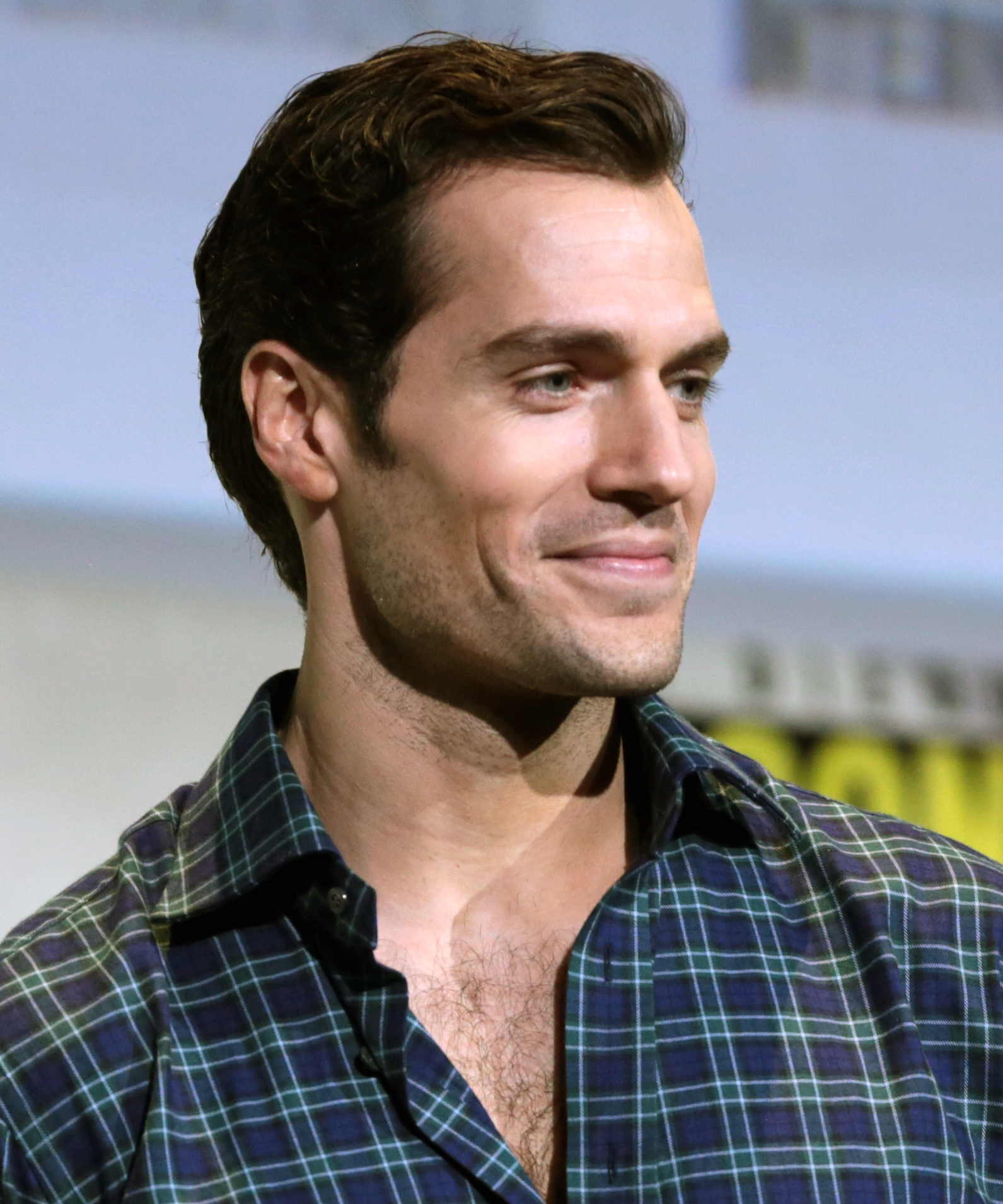
Henry Cavill lors des San Diego Comic-Con en juillet 2016.

En 2017, il reprend une troisième fois le costume de Superman pour Justice League, encore sous la direction de Zack Snyder. Pour le tournage de scènes additionnelles, tournées sous la supervision de Joss Whedon, son contrat lui interdisait de raser la moustache qu'il portait pour Mission impossible : Fallout et sa pilosité a été effacée numériquement.
En 2018, il est annoncé dans le rôle de Geralt de Riv dans la série The Witcher. La série sort une première saison de huit épisodes sur Netflix, le 20 décembre 2019. La deuxième saison est sortie sur cette même plateforme de streaming le 17 décembre 2021. Avide des jeux vidéo et ayant déjà joué au jeu inspiré des romans de Andrzej Sapkowski, il avoue en interview qu'il a directement appris la disponibilité de ce rôle sur internet et qu'il s'était empressé de demander à son agence de déposer sa candidature pour interpréter le personnage principal de la série.
En 2020, il interprète le célèbre détective Sherlock Holmes dans le film Enola Holmes adapté de la série littéraire jeunesse Les Enquêtes d'Enola Holmes.
Fin octobre 2022, Henry Cavill annonce sur ses réseaux sociaux qu'à l'issue de la troisième saison de The Witcher, il quitte définitivement la série et sera remplacé par Liam Hemsworth à partir de la quatrième saison. Toujours en octobre 2022, après avoir renfilé le costume de Superman pour la scène post-générique du film Black Adam, il révèle qu'il fera son grand retour dans le rôle. Cependant, le 14 décembre, Cavill annonce sur ses réseaux sociaux qu'après une réunion avec James Gunn et Peter Safran, les nouveaux co-présidents de DC Studios, il ne reprendra pas le rôle dans les films du futur DCU, qui sera repris par David Corenswet.

### Vie privée

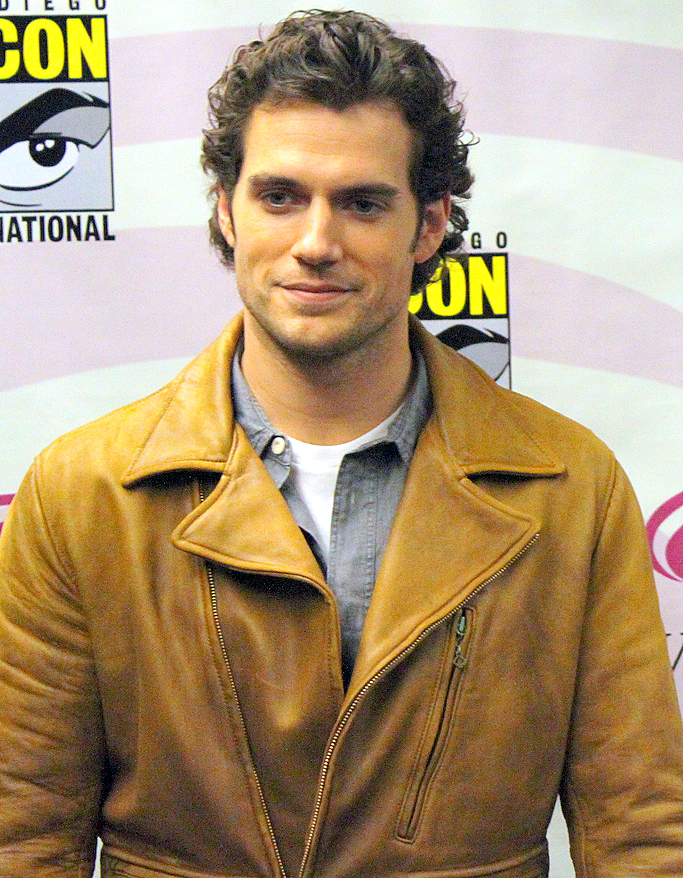
Henry Cavill en 2011.

Henry Cavill est un joueur de jeux vidéo passionné depuis l'enfance,, au point de rater un appel téléphonique pour le rôle de Superman parce qu'il était trop occupé à jouer à World of Warcraft. Il attribue à son expérience de jeu sur The Witcher, avant que la série ne soit en production, sa motivation à jouer le rôle de Geralt. Un de ses jeux favoris est la série de jeux de stratégie Total War et en mai 2020, il a été annoncé qu'un nouveau personnage en hommage à Cavill et son rôle de Geralt serait ajouté à Total War: Warhammer 2 par le DLC : Cavill, maître du savoir de Hoeth. Cavill aime aussi les jeux et la fiction de Warhammer 40,000, dont il dit « n'avoir vraiment jamais assez de l'univers qu'ils ont construit pendant des décennies ». En février 2021, il a annoncé son implication dans une adaptation encore indéfinie de Mass Effect.

#### Vie sentimentale

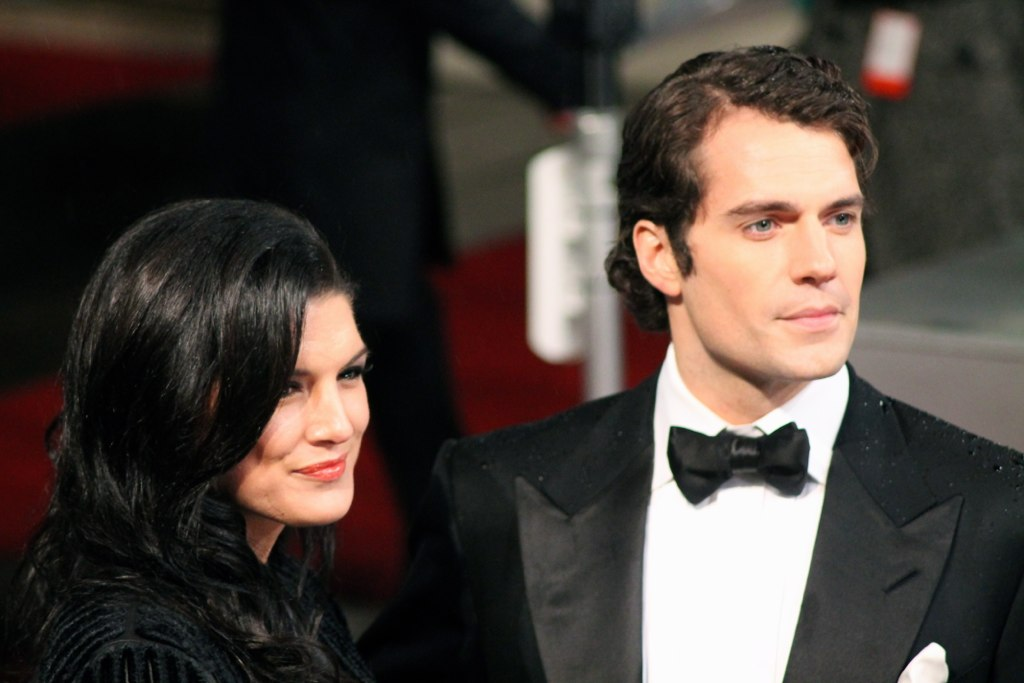
Henry Cavill en compagnie de sa compagne de l'époque Gina Carano en février 2013.

En 2000, à 17 ans, Henry Cavill vit sa première histoire d'amour avec l'actrice polonaise Marika Dominczyk, rencontrée sur le tournage de La Vengeance de Monte Cristo. En août 2010, il entame une relation avec la cavalière de saut d'obstacles britannique Ellen Whitaker, rencontrée lors d'une compétition en décembre 2009. Le couple se fiance le 5 mai 2011, le jour du 28e anniversaire de l'acteur. Or, quelques mois plus tard, ils finissent par se séparer à cause de la distance : il tourne aux États-Unis et au Canada alors que Whitaker habite en Angleterre.
Durant l'été 2012, il rencontre l'actrice américaine Gina Carano. Ils se séparent une première fois en mai 2013. Henry Cavill entame alors une brève liaison avec l'actrice américaine Kaley Cuoco de juin à juillet 2013. Il se remet en couple avec Gina Carano en octobre 2013 jusqu'à leur séparation définitive en décembre 2014,.
En début d'année 2015, il a une brève liaison avec Marisa Gonzalo (née le 26 janvier 1993), une jeune femme de dix ans sa cadette. À partir d'août 2015, il est en couple avec Tara King (née le 1er septembre 1996), une étudiante britannique âgée de 19 ans alors que l'acteur a 32 ans. Or, le 17 mai 2016, l'acteur annonce être célibataire.
Sur le tournage de Mission impossible : Fallout, Henry Cavill rencontre la cascadeuse britannique Lucy Cork (née le 19 octobre 1991) qu'il commencera à fréquenter en mai 2017. Le couple finit par se séparer en janvier 2018.
En avril 2021, l’acteur officialise sa relation avec la productrice américaine Natalie Viscuso (née le 26 mars 1989) sur son compte Instagram. Dans l'été 2024, ils accueillent leur premier enfant,, une petite fille.

## Filmographie
Sauf indication contraire, les informations mentionnées dans cette section peuvent être confirmées par la base de données cinématographiques IMDb,  présente dans la section « Liens externes ».

### Cinéma
- 2001 : Laguna de Dennis Berry : Thomas Aprea
- 2002 : La Vengeance de Monte Cristo (The Count of Monte Cristo) de Kevin Reynolds : Albert Mondego
- 2003 : Rose et Cassandra (I Capture the Castle) de Tim Fywell : Stephen Colley
- 2005 : Hellraiser: Hellworld de Rick Bota : Mike
- 2006 : Tristan et Yseult (Tristan & Isolde) de Kevin Reynolds : Melot
- 2006 : Red Riding Hood de Randal Kleiser : le baron chasseur
- 2007 : Stardust, le mystère de l'étoile (Stardust) de Matthew Vaughn : Humphrey
- 2009 : Whatever Works de Woody Allen : Randy James
- 2009 : Blood Creek de Joel Schumacher : Evan Marshall
- 2011 : Les Immortels (Immortals) de Tarsem Singh : Thésée
- 2012 : Sans issue de Mabrouk El Mechri : Will Shaw
- 2013 : Man of Steel de Zack Snyder : Clark Kent / Superman
- 2015 : Agents très spéciaux : Code UNCLE (The Man from UNCLE) de Guy Ritchie : Napoleon Solo
- 2016 : Batman v Superman : L'Aube de la justice de Zack Snyder : Clark Kent / Superman
- 2017 : Sand Castle de Fernando Coimbra : le capitaine Syverson
- 2017 : Justice League de Zack Snyder : Clark Kent / Superman
- 2018 : Mission impossible : Fallout (Mission: Impossible – Fallout) de Christopher McQuarrie : August Walker
- 2018 : Nomis (Night Hunter) de David Raymond : Walter Marshall
- 2020 : Enola Holmes de Harry Bradbeer : Sherlock Holmes
- 2021 : Zack Snyder's Justice League de Zack Snyder : Clark Kent / Superman
- 2022 : Black Adam de Jaume Collet-Serra : Clark Kent / Superman (caméo)
- 2022 : Enola Holmes 2 de Harry Bradbeer : Sherlock Holmes
- 2023 : The Flash d'Andrés Muschietti : Clark Kent / Superman (caméo, images d'archives)
- 2024 : Argylle de Matthew Vaughn : l'agent Aubrey Argylle
- 2024 : Le Ministère de la Sale Guerre (The Ministry of Ungentlemanly Warfare) de Guy Ritchie : Gus March-Phillipps (en)
- 2024 : Deadpool et Wolverine (Deadpool and Wolverine) de Shawn Levy : Cavillverine (caméo)
- 2025 : In the Grey de Guy Ritchie

### Télévision
- 2002 : Meurtres à l'anglaise (The Inspector Lynley Mysteries) - saison 1, épisode 2 : Chas Quilter
- 2002 : Goodbye, Mr. Chips (téléfilm) de Stuart Orme : le soldat Colley
- 2003 : Inspecteur Barnaby (Midsomer Murders) - saison 7, épisode 1 : Simon Mayfield
- 2007-2010 : Les Tudors (The Tudors) - 38 épisodes : Charles Brandon
- 2019-2023 : The Witcher - saisons 1 à 3 : Geralt de Riv

### Jeu vidéo
- 2026 : Squadron 42 : Ryan Enright

## Distinctions

### Récompenses
- MTV Movie Awards 2014 : Meilleur héros pour Man of Steel
- Webby Awards 2024 : La Voix du Peuple pour la Saison 3 de The Witcher (Plongée en profondeur dans une scène immersive)
- CinEuphoria Awards 2019 : Meilleur acteur dans un rôle secondaire (Prix du public) pour Mission: Impossible - Fallout

### Nominations
- NewNowNext Awards 2012: "Cause You're Hot" pour  Les Tudors
- Teen Choice Awards 2013 : Meilleur baiser pour Man of Steel
- Teen Choice Awards 2013 : Acteur de l'été pour Man of Steel
- NewNowNext Awards 2013: "Cause You're Hot" pour Man of Steel
- Critics Choice Awards 2014 : Meilleur acteur dans un film d'action pour Man of Steel
- Teen Choice Awards 2016 : Acteur : Science-fiction ou Fantastique Batman v Superman : L'Aube de la justice
- Teen Choice Awards 2016 : Meilleur baiser pour Batman v Superman : L'Aube de la justice
- Kids' Choice Awards 2017 : Acteur de cinéma préféré pour Batman v Superman : L'Aube de la justice
- Kids' Choice Awards 2017 : Dur à cuire préféré pour Batman v Superman : L'Aube de la justice
- Kids' Choice Awards 2017 : Meilleurs ennemis préférés pour Batman v Superman : L'Aube de la justice
- Teen Choice Awards 2018 : Acteur : Action Justice League
- Saturn Awards 2021 : meilleur acteur de télévision pour The Witcher
- Critics' Choice Super Awards 2022: Meilleur acteur dans une série de science-fiction pour The Witcher
- HCA Awards 2022: Meilleur acteur dans une série dramatique en streaming pour The Witcher

## Voix francophones
En version française, Henry Cavill est dans un premier temps doublé par Romain Redler dans Hellraiser: Hellworld, Jean-Pierre Michaël dans Stardust, le mystère de l'étoile et Mathieu Moreau  dans Tristan et Yseult. Par la suite, Denis Laustriat le double à trois reprises dans Les Tudors, Les Immortels et Blood Creek, tandis que Stéphane Pouplard est sa voix dans Sans Issue.
À partir du film Man of Steel, Adrien Antoine devient sa voix dans toutes ses apparitions, dont dans Agents très spéciaux : Code UNCLE, Mission impossible : Fallout, The Witcher ou encore Enola Holmes.
En version québécoise, Patrice Dubois est la voix régulière de l'acteur qu'il double dans l'univers cinématographique DC, Blood Creek, Des agents très spéciaux : Code UNCLE ou encore Mission : Impossible - Répercussions. Il est également doublé par Frédéric Paquet dans Les Tudors et Les Immortels ainsi que Tristan Harvey dans Tristan et Yseult et Joël Legendre dans La Vengeance de Monte Cristo.